# Islam au Brunei

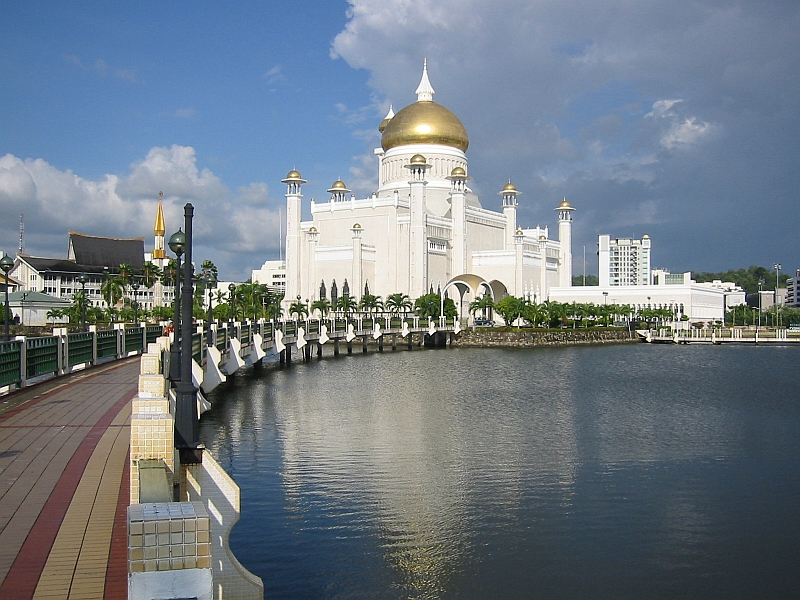
La mosquée Omar Ali Saifuddin.

L'islam est la religion d'État de Brunei, et 82 % de sa population est musulmane. La plupart des musulmans appartiennent à la communauté malaise, qui représente les deux-tiers de la population du pays, et sont sunnites d'obédience chaféite. Les autres musulmans sont des convertis Kedayan (en) et Chinois.
L'islam s'est imposé au XIVe siècle, lorsque Awang Alak Betatar, un Malais de religion musulmane, devint sultan. Il a ensuite été de la responsabilité du Sultan de maintenir l'islam, même si en pratique, cette fonction était déléguée à un ministre.
Dans les années 1930, les revenus du pétrole ont augmenté, ce qui a permis au sultan de l'époque (Ahmad Tajuddin) de promouvoir l'islam : subventions pour faire le hadj, construction de mosquées, développement du ministère des affaires religieuses.
Actuellement, Brunei est l'un des pays d'Asie où l'islam est pratiqué le plus assidûment : la prière collective du  vendredi est obligatoire, les sciences coraniques sont enseignées à l'école publique, et la vente d'alcool est interdite sur tout le territoire. L'islam est religion d'État. Par ailleurs, le gouvernement impose de fortes restrictions à la liberté religieuse pour les autres religions que l'islam chaféite.
En octobre 2013, avec une mise en application progressive au cours des six mois suivants et après 17 ans d'efforts du sultan en ce sens (depuis 1996), Brunei a instauré la charia (également appelée loi ou code pénal islamique) qui ne s'applique qu'aux musulmans, les deux tiers de la population de ce pays qui compte environ 400 000 habitants (les bouddhistes représentent 6,3 % de la population, les chrétiens 6,7 %). Ce nouveau code prévoit notamment la flagellation comme punition à la consommation d'alcool (également requise pour l'avortement), l'amputation des membres pour les voleurs et la lapidation en cas d’adultère. Le sultan a déclaré à cette occasion que les Brunéiens remplissaient ainsi leur devoir envers Allah. Brunei devient le premier et jusqu'à présent le seul État d'Asie du Sud-Est à introduire la charia, sur l'ensemble de son territoire. Ce qui n'est pas le cas pour l'Indonésie, pays musulman voisin, sauf pour la seule province autonome d'Aceh, sur l'île de Sumatra, qui avait déjà adopté cette loi en 2001. Jusqu'en 2013, dans ce sultanat où l'Islam est la religion officielle, dont la pratique était déjà connue comme plus conservatrice qu'en Indonésie et en Malaisie (autre pays musulman limitrophe), il existait deux systèmes législatifs, l'un civil (inspiré de la common law britannique) et l'autre islamique. Mais ce dernier se limitait alors à la gestion de litiges mineurs comme les différends matrimoniaux.
Certains habitants de Brunei voient une contradiction entre la mise en application de la charia et l'ouverture du sultanat au monde moderne. Dans son discours du 22 octobre 2013, le sultan a estimé que la charia n'entamait en rien la politique du pays en tant que membre de la famille des Nations. L'Organisation de Défense des Droits de l'Homme, Human Rights Watch (pour l'Asie), représentée par Phil Robertson, directeur adjoint, pense que « Brunei montre ses caractéristiques féodales, comme un état qui appartient au XVIIIe siècle, plutôt que comme un membre important de l'Asie du Sud-Est du XXIe siècle ». Il qualifie cette loi islamique « d'abjecte et absolument injustifiable ». En mai 2014, plusieurs personnalités, dont Richard Branson, propriétaire de la marque Virgin, ont déclaré qu'elles boycotteraient les hôtels appartenant au sultanat de Brunei, à la suite de l'instauration de la charia. L'entrepreneur britannique a indiqué sur Twitter qu'il demandait à son personnel de ne pas séjourner dans les hôtels de la chaîne Dorchester Collection qui inclut le Dorchester à Londres, l'Hôtel Bel-Air et le Beverly Hills Hotel à Los Angeles.
Par la suite, dès la mise en place effective de la charia, une autre interdiction a été décidée par le sultan, celle de fêter Noël. Seule la population musulmane est concernée. Les autres habitants (les chrétiens mais aussi les chinois pour qui elle est une fête séculière) peuvent célébrer cette fête mais uniquement dans le cadre privé et sans en faire la promotion. Les décorations et les chapeaux de Père Noël sont formellement interdits. Les contrevenants s'exposent à une peine de 5 ans de prison et 20 000 dollars d'amende. Cette mesure a été motivée par la pensée selon laquelle fêter Noël consiste à imiter une autre religion. Cependant, une forme de résistance semble s'organiser puisqu'une campagne qualifiée de virale, nommée #MyTreedom, a été lancée. Elle se traduit par des posts de photos de sapins et de décorations de Noël.